# Lhok Sialang Rayeuk
Lhok Sialang Rayeuk is een bestuurslaag in het regentschap Aceh Selatan van de provincie Atjeh, Indonesië. Lhok Sialang Rayeuk telt 832 inwoners (volkstelling 2010).